# The Third Step
The Third Step is het derde studioalbum van de muziekgroep Sailor. Het album verscheen in 1976. In de samenstelling en muziek van de band is eigenlijk niets veranderd. Toch is dit album veel minder succesvol dan de vorige twee. Ook de van dit album afkomstige singles deden niets meer in Nederland, terwijl de singles van het vorig album Girls en A Glass Of Champagne juist zo succesvol waren. In Duitsland verscheen het album in een geheel blauwe hoes. De eerste compact disc-uitgave van Epic zelf vermeldde naast de tracks geen enkele gegevens.

## Musici
- Georg Kajanus - zang en gitaar
- Phil Pickett – zang, basgitaar, synthesizer
- Henry Marsh – zang, accordeon, synthesizer
- Grant Serpell – zang, slagwerk, percussie

## Composities
Allen van Kajanus, gearrangeerd door Sailor:

### Kant A
1. One drink to many (4:00) (single met B-kant Melancholy, februari 1977)
2. Give me la samba (3:18)
3. Cool breeze (3:21)
4. Two ladies on the corner (2:46)
5. Dancing (4:38)

### Kant B
1. Stiletto heels (3:13) (single met B-kant Out of Money; september 1976)
2. Out of money (2:56)
3. Hanna (3:17)
4. Quay Hotel (4:05)
5. Melancholy (2:37)